# Municipio de Douglas (condado de Stafford)
El municipio de Douglas (en inglés: Douglas Township) es un municipio ubicado en el condado de Stafford en el estado estadounidense de Kansas. En el año 2010 tenía una población de 112 habitantes y una densidad poblacional de 1,2 personas por km².

## Geografía
El municipio de Douglas se encuentra ubicado en las coordenadas 38°7′51″N 98°51′28″O / 38.13083, -98.85778. Según la Oficina del Censo de los Estados Unidos, el municipio tiene una superficie total de 93.44 km², de la cual 93,44 km² corresponden a tierra firme y (0 %) 0 km² es agua.

## Demografía
Según el censo de 2010, había 112 personas residiendo en el municipio de Douglas. La densidad de población era de 1,2 hab./km². De los 112 habitantes, el municipio de Douglas estaba compuesto por el 94,64 % blancos, el 4,46 % eran de otras razas y el 0,89 % eran de una mezcla de razas. Del total de la población el 8,93 % eran hispanos o latinos de cualquier raza.